# Francisco Fuentes Farías
Francisco Fuentes Farías (Matamoros, Tamaulipas, 1830-1906) fue un político mexicano que en  1871 ejerció como Presidente Municipal de la Heroica ciudad de Matamoros, capital del estado de Tamaulipas durante el Porfiriato. 

## Trayectoria
Don Francisco F. Farías, en 1851, apadrinó la inauguración del alambre telegráfico que se tendió desde la Ciudad de México, capital de la República, hasta Matamoros, Tamaulipas.
En la década de 1860, formó parte de una compañía de accionistas, integrada por varios comerciantes y personas solventes de la localidad que adquirieron una propiedad, entonces aledaña, para la obra del del Teatro de la Reforma. Estos socios y personajes económicamente distinguidos de su tiempo que formaron parte de la compañía del teatro, rubricaron entonces como "vecinos de la ciudad”. El capital social de la compañía se estipuló en $30,000 pesos, que se dividirían en acciones de $500 pesos c/u. La compañía tendría una vigencia de 10 años, prorrogable a cinco más; después podría transferirse como empresa o continuar; por cuanto a la administración del teatro, tendría una junta directiva, a cargo de un presidente, con el apoyo de secretario, tesorero y vocales.
En 1864, formó parte de una comisión de la ciudad de Matamoros, como capital del estado de Tamaulipas, liderada por el general Tomás Mejía, para mostrar regocijo público tras la implantación del Gobierno Imperial de Maximiliano y Carlota de México. 
Para 1871 fue parte de los socios fundadores de lo que vino a ser el “Casino Matamorense A.C.”.
En 1888, la compañía ferroviaria liderada por W.T. Robertson mostró a los comerciantes de Matamoros y Bagdad los diseños y propuestas para edificar un ferrocarril que, con financiamiento público, se extendería desde Matamoros hasta Linares y Matehuala. Don Francisco se encontraba entre los comerciantes que más aportaron para la construcción del ferrocarril.

### Vida Política
En 1876 fue nombrado por el entonces C. Presidente de la República, Don Porfirio Díaz como administrador de la aduana marítima y fronteriza este puerto. Ese mismo año fue mandado aprehender tras acusaciones de haber enviado armas y pertrechos de guerra al general rebelde Juan Cortina, momentos después de su aprehensión, fue puerto en libertad.
En 1878 ejerció como administrador de la aduana marítima de Acapulco. Para el año de 1884, fue diputado suplente al Congreso de la Unión, y en 1886, por orden del Presidente Díaz, Francisco Fuentes Farías fue nombrado suplente del diputado Gral. Tomás Salazar, por medio de una carta que el Presidente le hace llegar el 30 de junio a Manuel González. 
Para 1893 el Sr. Francisco Fuentes Farías ejerció como Jefe de Hacienda del estado de Tamaulipas,  una de las 27 jefaturas de hacienda que existían en el país hasta ese entonces, al menos hasta el 1900. En 1896, fue suplente a la diputación del Teniente Coronel Manuel González y Emilio Álvarez.Esto, hasta 1898 al no ser reelecto para formar parte del congreso. 
Actualmente existe una calle con su nombre y otra con sus apellidos en la Ciudad de Matamoros.

## Vida personal
Francisco Fuentes Farías fue descendiente de Ramón Longoria Hinojosa, siendo él y su hermano Marcelino, parte de las 12 familias colonas fundadoras de Matamoros en 1774 a las que se les ha dado por llamar “vecinos de Camargo”. Ancestros que originalmente fueron propietarios de los terrenos de El Capote y La Barranca, hoy pueblos fronterizos en Tamaulipas. 
Francisco tuvo 3 matrimonios a lo largo de su vida; con Teodora Longoria, Anastacia Azamendi, y con Justa Alvarado.
Su hermano, Baltazar Fuentes Farías, también fungió como Presidente Municipal de Matamoros el 1 de enero de 1876.